# Ricardo Bueno
Ricardo Bueno da Silva (* 15. August 1987 in São Paulo), auch bekannt als Ricardo Bueno, ist ein brasilianischer Fußballspieler.

## Karriere
Das Fußballspielen erlernte Ricardo Bueno bei América FC (SP) in São José do Rio Preto. Seinen ersten Vertrag unterschrieb er 2007 beim Nacional AC in Rolândia. Über die brasilianischen Stationen Londrina EC, Grêmio FBPA, Oeste FC, Atlético Mineiro, SE Palmeiras und Atlético Clube Goianiense wechselte er 2013 nach Europa. Hier spielte er von Januar bis Mai für FC Nordsjælland. Der Verein aus Dänemark spielte in der ersten Liga, der Superliga. Mit dem Verein wurde er am Ende der Saison Vizemeister.  Im Mai 2013 kehrte er wieder in seine Heimat zurück und schloss Atlético Monte Azul an. Über Atlético Monte Azul und Figueirense FC wechselte er 2015 zum Seongnam FC. Der Verein aus Südkorea spielte in der höchsten Liga des Landes, der K League 1. Nach einem halben Jahr ging er wieder in seine Heimat. Über Joinville EC, Oeste FC, EC São Bento, Santa Cruz FC, Red Bull Brasil, Ceará SC und CS Alagoano unterschrieb für die Saison 2020 einen Vertrag beim thailändischen Club Buriram United. Der Verein aus Buriram spielte in der ersten Liga, der Thai League. Für Buriram absolvierte er sechs Erstligaspiele und erzielte dabei drei Tore. Im November 2020 kehrte er in sein Heimatland zurück. Hier schloss er sich dem Operário Ferroviário EC in Ponta Grossa an. Doch schon neun Monate später wechselte er weiter zum Erstligisten EC Juventude. Für den Verein aus Caxias do Sul bestritt er 35 Erstligaspiele. Im Januar 2023 stand er ein halbes Jahr beim Zweitligisten Avaí FC unter Vertrag. Anfang Juli 2023 verpflichtete ihn der Drittligist AD Confiança. Bei dem Verein aus Aracaju stand er bis Ende Juni 2024 unter Vertrag. Mit Confianca gewann er 2024 die Staatsmeisterschaft von Sergipe. Am 24. Juni 2024 nahm ihn der Viertligist América FC unter Vertrag.

## Erfolge
FC Nordsjælland
- Superliga (Dänemark): 2012/13 (Vizemeister)

Atlético Mineiro
- Staatsmeisterschaft von Minas Gerais: 2011 (2. Platz)

Figueirense FC
- Staatsmeisterschaft von Santa Catarina: 2014

Ceará SC
- Staatsmeisterschaft von Ceará: 2019

AD Confiança
- Staatsmeisterschaft von Sergipe: 2024